# متين ديادين
مَتين ديادين (بالتركية: Metin Diyadin)‏ (16 فبراير 1968 بطرابزون في تركيا - ) هو مدرب كرة قدم ولاعب كرة قدم تركي في مركز الوسط. لعب مع دنيزلي سبور وغنتشلربيرليغي وكايسري سبور ونادي فنربخشة ونادي جوزتيبي.

## روابط خارجية
- متين ديادين على موقع اتحاد تركيا (لاعب) (الإنجليزية)
- متين ديادين على موقع اتحاد تركيا (مدرب) (الإنجليزية)
- متين ديادين على موقع قاعدة بيانات كرة القدم.إي يو (الإنجليزية)
- متين ديادين على موقع عالم كرة القدم.نت (الإنجليزية)